# Marc Fournier (écrivain)
Pour les articles homonymes, voir Marc Fournier et Fournier.
Jean Marc Louis Fournier, dit Marc Fournier, né le 23 novembre 1815 à Genève et mort le 4 janvier 1879 à Saint-Mandé, est un dramaturge, acteur et directeur de théâtre français d'origine suisse.

## Biographie
Marc Fournier est issu d'une famille de protestants éloignée de France par la révocation de l'édit de Nantes. Il suit des études les plus complètes dans cette ville qu'il doit quitter, en 1838, après avoir pris part à la tentative ratée de soulèvement lancée par l’ancien général français napoléonien Gerolamo Ramorino, sous les ordres de Giuseppe Mazzini,.
Arrivé à Paris vers 1838, il se consacre au journalisme, écrivant successivement dans Le Globe, Le National, Le Commerce et Le Capitole. Il collabore surtout activement à l'ancien Figaro sous la direction d’Alphonse Karr, au Satan et au Corsaire-Satan qui les remplacent. En 1847, il fait partie de la rédaction de la Presse qu'il quitte, en 1848, pour le quotidien bonapartiste la Liberté. Dans L'Artiste, il rédige des articles de critique littéraire , mais également des nouvelles et des romans en feuilletons, qui ont obtenu de grands succès.
Marc Fournier se tourne alors entièrement vers le genre dramatique, seul ou en collaboration avec Adolphe d'Ennery, Henri de Kock, Eugène de Mirecourt ou Théodore Barrière, avec les Libertins de Genève, qui est un demi-succès ou Paillasse, dont le succès sera entier, surtout grâce à Frédérick Lemaître dans le rôle-titre. En juillet 1851, il succède à Jean Marie Cournier (d)  au poste de directeur du théâtre de la Porte-Saint-Martin, qu'il ne cesse d'administrer avec succès, privilégiant désormais la mise en scène aux dépens des frais de production, malgré de nombreuses contestations avec les auteurs et les artistes. En 1854, des réclamations contre la représentation de ses propres pièces sur son théâtre sont portées devant le comité de la Société des gens de lettres et entraine, pour les directeurs en général, la suppression formelle du droit de faire passer, même en cas urgent, leurs propres œuvres.
En 1870 il rédige le feuilleton dramatique du Centre gauche. Ses principales œuvres dramatiques sont les Libertins de Genève (1848); le Pardon de Bretagne (1849) ; les Nuits de la Seine (1852) ; les Chercheurs d'or de Sacramento, avec Paul Duplessis ; Paillasse avec Adolphe d'Ennery ; Manon Lescaut, avec Théodore Barrière ; la Bête du bon Dieu, avec Adrien Decourcelle (1849-1854) tous drames en cinq actes, joués à la Gaîté et à la Porte-Saint-Martin ; la Danse des écus (1849), vaudeville en un acte, avec Henri de Kock ; Madame de Tencin avec Eugène de Mirecourt, comédie représentée au Théâtre-Français.
En dehors du théâtre, il publie : Russie, Allemagne et France, révélations sur la politique russe, d'après les notes d'un vieux diplomate (1844, in-8º) ; Madame de Tencin (1847, 2 vol. in-8º), roman, avec Eugène de Mirecourt ; une pièce de vers intitulée la Marche triomphale (29 décembre 1855). Il a également collaboré à la Grande Ville, nouveau tableau de Paris.
Il publie en 1875, dans le Petit Journal, un grand roman intitulé Les Treize Étoiles dont le sujet est la guerre d'indépendance américaine.
Après avoir mené le théâtre de la Porte-Saint-Martin à la faillite, par son luxe de décor et de mises en scènes, il tente sans succès de reprendre la plume. À sa mort d’un emphysème compliqué d’asthme, il est inhumé, le 8 janvier, au cimetière Nord de Saint-Mandé, où se sont exprimés Ludovic Halévy et Félix Jahyer, au nom de la Société des gens de lettres, à laquelle il appartenait. L’assistance comptait beaucoup de directeurs de théâtres de Paris, entre autres, Victor Koning, Henri Larochelle, Louis Cantin, Eugène Ritt, Victor Franconi, Gustave Harmant, André Péragallo (d) , Albéric Second, Labiche, Henri Delaage, Roger de Beauvoir, Alphonse de Launay, Léonce Dupont, Jules Lermina, Manoël de Grandfort, Aymar-Dignat.
Il avait épousé, en 1846, l’actrice et dessinatrice Delphine Baron qui, bientôt séparée judiciairement de lui, en septembre 1856, a ouvert un magasin de costumes.

## Jugements
« Quoiqu’il fût naturalisé Parisien par son long séjour en France et par ses travaux dans la presse, Marc Fournier avait conservé une certaine raideur qui trahissait l’origine étrangère ; il ne sut pas apporter dans sa nouvelle situation la grâce et l’amabilité naturelles du Parisien ; il ne fut qu’un parvenu avec tous les défauts de l’espèce : l’infatuation de sa personne, l’adulation de soi-même et cette supériorité dédaigneuse qui froisse les moins heureux et fait des ennemis. »

— Albert Wolff, Le Figaro

## Publications
- Les Libertins de Genève : drame en 5 actes et 9 tableaux  (Porte Saint-Martin, 14 aout 1848), Paris, Tresse, 1848, 48 p., 1 pl. ; in-8º (OCLC 468722625).
- Le Pardon de Bretagne : drame en cinq actes et sept tableaux  (Ambigu-Comique, le 13 janvier 1849), Paris, Dondey-Dupré, 1849, 108 p., 108 p. in-16 (OCLC 1415565028).
- Les Nuits de la Seine : mélodrame à spectacle en cinq actes et neuf tableaux, dont un prologue ... Musique de Adolphe de Groot (d) , Paris, Michel Lévy frères, 1852, 104 p., 17 cm (OCLC 22659752).
- avec Adolphe d'Ennery (Théâtre de la Gaîté), Paillasse : drame en cinq actes, Paris, Barbre, 1850, 16 p., 30 cm (OCLC 921020306, lire en ligne sur Gallica).
- avec Henri de Kock (théâtre du Gymnase, 20 mars 1849, suspendue le lendemain sur ordre ministériel, et reprise le 30 mars), La Danse des écus : folie-vaudeville en un acte, Poissy, G. Olivier, 1849, 28 p., 19 cm (OCLC 1415525878).
- avec Eugène de Mirecourt, Madame de Tencin : drame en 4 actes : précédé de le Chevalier Des Touches, Paris, Michel Levy frères, 1846, 64 p., in-18 (OCLC 1244177922, lire en ligne sur Gallica).
- avec Théodore Barrière, Manon Lescaut : drame en cinq actes, mêlé de chant, Paris, Michel Levy frères, 1875, 94 p., 19 cm (OCLC 82064998).
- Russie, Allemagne et France : révélations sur la politique russe, d’après les notes d'un vieux diplomate, Paris, Coquillon, 1844, 187 p. (OCLC 711596385, lire en ligne).
- avec Paul De Kock, Balzac, Dumas, Soulié, Gozlan, Briffault, Ourliac, E. Guinot, H. Monnier, etc. (ill. Gavarni, Victor Adam, Daumier, Daubigny, Henri Emy (d) , Traviès, Boulanger, Henry Monnier & Jean-Pierre Thénot), La Grande Ville : nouveau tableau de Paris, comique, critique et philosophique, Paris, Marescq, 1844, 412 p., 2 vol. gr. in-8º (lire en ligne sur Gallica), t. 2 sur Gallica.